# 死亡焦虑
死亡焦虑是对自身死亡的想法而产生的焦慮，但是死亡焦虑不同于死亡恐惧症，后者是面对已死或垂死的他人而产生的恐惧。
对死亡的思索可能引发焦虑，在临床中，如果这种焦虑长期持续，并影响到了日常生活，那么精神医师可能会将其归类为病态或异常 。面臨死亡的老年人更容易產生死亡焦虑，因此他們此時會出現更多的身体问题和心理问题。
当人出现死亡焦虑心理，他在谈论任何与死亡相关的话题时都会展现出过多的谨慎和恐惧态度。
研究表明，死亡焦虑包含了多种不同的心理状况。通過认知行为疗法可以减少死亡焦虑。

## 类型
罗伯特·朗斯区分了三种类型的死亡焦虑：

### 面对生存威胁的死亡焦虑
面对生存威胁的死亡焦虑（Predatory death anxiety）源于对受到伤害的恐惧心理。 它是最古老，也是最基础的死亡焦虑形式， :615，它或许起源于最初单细胞生物对环境的适应。单细胞生物需要对外界威胁作出反应，以增加生存的可能性。 :616 在人类中，掠夺性死亡焦虑是由各种危险情况引起的，  :617它可以调动起个人的适应性资源，并引发战或逃反应，包括积极努力对抗危险或试图逃避威胁的行动。 :617

### 互害行为的死亡焦虑
互害行为的死亡焦虑（Predation or predator）涉及到人类相互之间生理与心理上的伤害行为。这种形式的死亡焦虑常常伴随着无意识的内疚感。  而这种内疚反过来又会激励人们做出伤害他人或自我伤害的行为。

### 存在主义的死亡焦虑
存在主义的死亡焦虑（Existential）源自人类对自身生命极限的认知，它被认为是死亡焦虑中最重要的形式。人类创造了语言，并通过语言实现相互交流，改变自身行为，或许也正是语言为我们带来了对死亡的存在主义焦虑。除语言因素外，这种焦虑也可能来源于人类对自身与他人行为的区分、对个体身份的充分认识以及对未来的预测。存在主义精神医师欧文·亚洛姆（Irvin Yalom）断言，之所以人类容易产生对死亡的焦虑，因为“我们拥有充足的知识，它告诉我们，自己会生长，绽放，然后随死亡而消逝。”
人类是唯一真正意识到死亡，并沉思死亡的生物。大约15万年前，人们开始意识到自己面临的必然死亡。在极短的时间内（相对演化历史而言），人类已经形成了一种面对此种焦虑的应对机制：否认。这种对死亡的否认是通过多种生理行为与心理机制共同实现的，我们对此还没有完全的理解。虽然否认死亡可以帮助我们调整心态，但对否认的过度滥用也会造成许多不好的后果，它是诸如破坏规则、越界、骄淫、暴力、敛财、夺权等等恶行的根源。这些行为通常由与死亡相关的创伤所激发，虽然它们偶尔可能会带来建设性的行动，但更多情况下会对自己或对他人造成伤害。 

## 理论

### 死亡恐惧症
死亡恐惧症（thanatophobia）一词的词根来自希腊语 Thanatos，也即希腊神话中的死神塔那托斯。精神分析学家弗洛伊德将死亡视为一种对更深层恐惧的掩饰。他认为人的潜意识不会计算时间的流逝，也就是说，人们畏惧的死亡永远不会真正的降临。既然如此，人也就不存在对死亡的恐惧。弗洛伊德认为，与死亡相关的恐惧心理源于儿童时期的阴影。

### 自我整合
发展心理学家爱利克·埃里克森提出了一个心理学理论来解释了人们随着年龄的增长会经历一系列危机。这个理论认为，当一个人来到生命的最后阶段，就到达了他称之为“自我整合（ego integrity）”的时期。 自我整合是对个人命运的接受与妥协。当一个人到了成年阶段的晚期，他就会开始对迄今为止所有生活进行一次全面的回顾。假如他可以在过去的生活中找到意义，那么他就达到了整合的目标。相反，当一个人认为自己的人生充满了失败与错过，那么他就无法达成自我整合。达成了自我整合的老人受到死亡焦虑的影响较小。

### 恐慌管理理论
欧内斯特·贝克尔以存在主义观点为基础，将死亡焦虑理论转向了一个新的维度。他说，死亡焦虑不仅真实存在，而且它也是人类深层关注的首要来源。这种焦虑是如此强烈，以至于它甚至会在日常生活中引起人们的恐慌——害怕孤独，或者害怕独自待在一个狭小的空间。基于这一理论，人的许多日常行为都参杂了对死亡的否认以及对焦虑心理的自我控制。
当人意识到死亡的必然性，他会出于恐惧的本能而试图去抑制死亡意识。这种抑制通常会将大众引向文化信仰，人们倾向寻求外界帮助而不是独自一人面对死亡。这种行为的范畴包括从简单地思索死亡到严重的恐惧症和绝望心态。
宗教在人的恐惧中扮演着重要角色。人对死亡的恐惧驱动了宗教的发展，而宗教又反过来缓解了人们对死亡的恐惧。根据恐慌管理理论，人们对死亡的意识会引发焦虑，为了缓解压力，人们会求助于文学或象征意义上的不朽。宗教通常属于文学上的不朽范畴，但有时它也能同时发展出两种意义上的不朽形式。研究发现，拥有极低或极高宗教经验的人群受死亡焦虑影响较小，而那些处于中间状态的人则明显表现出对死亡的焦虑。恐慌管理理论以及其他一些理论认为，之所以宗教可以在死亡焦虑方面起到缓解作用，原因在于它与存在主义思想之间的关系。存在主义的死亡焦虑认为，当人死去，一切都将不复存在，所有意义都从此消失。那么由此看来，宗教就为我们提供了一个逃离这种命运的可能性。2016年进行的一项元分析表明，相比于宗教仪式的日常参与者，那些虽然身为教徒，但很少参与宗教行为的人有更多的死亡焦虑。

### 存在、时间和此在
德国哲学家马丁·海德格尔一方面认为认为死亡是一种确定的东西，它对每个人来说都是不可避免的，而另一方面，他也认为一个人永远也无法得知死亡会从何时、以何种方式到来。这个事实揭示了死亡本质的不确定性。海德格尔没有去思索人死后是否有继续存在的可能。他认为，所有人类的存在都是镶嵌于时间之中的：在过去，在现在，也在未来。当人思考未来，他会遇上死亡的概念，于是焦虑就产生了。焦虑可以使人清晰地认识到死亡是一种可能的存在模式，海德格尔称之为“澄清”。因此，海德格尔认为焦虑可以引领我们走向存在的自由，但前提是我们需要停止对死亡的否认（正如海德格尔所用的术语“stop denying being-for-death”）。

### 意义管理理论
王载宝在意义管理理论方面的研究表明，人类对死亡的反应是复杂、多样和动态的。他在《死亡态度简介》中定义了三种对死亡的接受类型：中性死亡接受、趋近性死亡接受和逃离性死亡接受。除了死亡接受之外，他的作品还表现了以死亡焦虑为基础的恐惧的不同方面。他提出了十种与死亡相关的意义：终结、不确定、湮灭、失去所有、生命的终止、离开所爱之人、孤独和痛楚、早逝和死亡过程的痛苦、害怕无法完成生前的工作、死后的审判和报复。

### 存在主义理论
存在主义哲学在这方面研究认为，个体的人格是由他在面对生活现实和死亡时作出的持续不断的选择中所塑造的。罗洛·梅将人类的必然死亡的意识理论化，这或许会让我们想起拉丁格言“memento mori（人固有一死）”，但他也指出，除了死亡以外，人还必须为生活找到意义。这也引出了罗洛·梅对此话题的主要理论：所有人都面临着生命的二分法，既要找到人生的意义，又要直面死亡的来临。他认为这个二分或许会给人带来难以忍受的焦虑情绪，但这种焦虑可能也有其积极的一面，它或许可以引导我们去度过一段充满意义、满足个人潜力与机遇的人生。

### 其他理论
其他理论包括由 Adrian Tomer 和 Grafton Eliason 提出的“愧疚理论”：它关注人们对自己生活的评价，假如人们认为自己终其一生也无法完成那些理想目标，那么他们就会感到焦虑。这些研究试图揭示可能影响人们在生活中的焦虑程度的因素。

### 死亡的个人意义
人类能够发展意义，并将它们与环境中的事件或物体相联系，从而激发个体内部的某些情绪。人们倾向制造死亡的个人意义，对个人而言，这种意义可能消极的也可能积极的。如果它们是积极的，那么这些意义就能为我们带来好的后果（例如，帮助那些任然活着的人）。如果这种意义是消极的，那么它们就可能导致情绪上的混乱。这说明死亡情绪对不同个体有各自独特的影响方式，而这在外界看来似乎是难以理解的。但假如从现象学角度出发，心理治疗师就可以更好的理解治疗对象的心理状态，从而引导他们将死亡的个人意义引向更有利的发展方向。

### 宗教信仰的影响
2012 年一项涉及来自美国、土耳其和马来西亚的基督教和穆斯林大学生的研究发现，他们对宗教的虔诚度与对死亡的恐惧呈正相关。
2017 年的一项文献回顾分析发现，在美国，非常虔诚的和完全不信教的人都拥有较低程度的死亡焦虑，并且随着年龄的增长，这种减少变得越发常见。
其他研究发现，强烈的宗教意识可能与对死亡的焦虑的降低有关。虽然宗教信仰和死亡焦虑之间没有联系，但是也有证据表明，定期参加宗教集会的人的死亡焦虑往往较低。在最近的一项研究中，165名教会成员被要求填写“内在宗教动机度量表（经过修改的死亡焦虑度量表）”。研究人员通过因子分析、Pearson 相关性、线性和二次回归等方法对结果进行了分析。研究显示，在所有参与者中都发现了内在的宗教动机和死亡焦虑之间的反比关系。简而言之，你越虔诚，你对死亡的焦虑就越少，因为你可能会把死亡和许多宗教所承诺的另一开端相联系。研究还发现，性别对宗教信仰和死亡焦虑没有影响。

## 影响对象

### 儿童
死亡焦虑早在儿童时期就已开始，有记录的最年轻者仅5岁。有许多种不同的方法可以检测儿童对死亡的焦虑，其中最常用的是儿童恐惧调查表的修改版本（revised Fear Survey Schedule for Children，FSSC-R）。FSSC-R会描述一些具体的场景或物体，并要求参与者对此作出焦虑/恐惧评级。研究显示，儿童的恐惧对象可被分为五个类别，其中一类就是危险与死亡。无论调查对象是儿童还是青少年，死亡都是最普遍的恐惧物。
一项由 Virginia Slaughter 和 Maya Griffiths 组织的，样本为90名4-8岁儿童的研究显示，儿童对死亡的生物学概念认识越多，他们对死亡的恐惧越少。这或许表明，我们可以积极的向儿童讲授关于死亡的生物学知识，以降低他们的恐惧心理。

### 成人间的依附关系
许多文献都向我们展示了死亡焦虑与日常行为之间的联系，焦虑能够影响我们的感知、判断和处理能力。研究显示，伴侣之间的亲密关系中往往会呈现出显著的死亡焦虑，其中女性要比男性的焦虑程度更高。

## 影响因素

### 性别
死亡焦虑与性别呈现显著的相关性，女性要比男性受到更多焦虑影响。Thorson 和 Powell 在1984年的一项研究中调查了性别与死亡焦虑的相关性，研究对象的年龄范围横跨16-60岁。结果显示，女性参与者的死亡焦虑评分要高于男性。研究者认为，年龄与文化的影响可以为这种性别差异作出解释。
在进化过程中，我们创造了一些基本的方法来处理死亡焦虑，它们同时用作处理丧恸情绪。但当由此而来的痛楚太过强烈时，我们就会倾向于否认死亡，拒绝死亡事实的存在。通过拒斥而非接受，个人有了更多的时间来缓解痛苦。这种否认的手段常常应用在家庭成员的离世中。相比于独自面对死亡，亲密的家庭团体往往可以更好地处理死亡问题。然而随着现代社会和家庭的疏离，我们往往需要独自哀悼亲人的离去，这就进一步增加了我们对死亡的消极情绪。在家庭中，通常由女性负责照顾子女，所以她们对死亡也更为忧虑。 因为女性这种作为抚育者的角色强调了后代“存活”的重要性。尽管众所周知，生命总是免不了消逝，但仍有许多人不肯接受自己的死亡，他们不愿相信死亡是无法避免的，不相信他们终有一天也会死去。

### 年龄
从青年时期开始（20至40岁），死亡焦虑开始变得普遍起来。然后在生命的下一个阶段，也就是中年时期(40-64岁) ，与其他年龄段相比，此时的死亡焦虑达到了最高水平。有些意外的是，在65岁以上的老年人中，死亡焦虑的程度有所下降。这与大多数人的期望形成了鲜明的对比，尤其是年轻群体普遍对人的衰老过程抱有负面看法。

## 度量方法
有很多方法可以衡量死亡焦虑和恐惧。 Katenbaum 和 Aeinsberg (1972) 为度量死亡焦虑的程度设计了三种方法。以此为起点，有关死亡焦虑的意识形态开始被记录与分析。诸如图像任务、简要问卷和感知测试等方法，如 Stroop 测试，使心理学家能够充分的判断一个人是否因死亡焦虑而承受压力。
莱斯特死亡态度测量表（The Lester attitude death scale）设计于1966年，但直到1991年其有效性得到证实后才正式发表。通过衡量参与者对死亡的总体态度以及评估其死亡态度的不一致性，我们可以得出参与者的面对死亡的倾向值。

## 对死亡的接受
研究者曾组织一些问卷调查，以了解认识到一个必然的人生终点对心理健康造成的影响。1974年的一项研究显示，对死亡的接受程度与死亡焦虑呈低程度的负相关（low-negative correlation），也即受调查者对自身死亡的接受程度越高，那么他对死亡的焦虑就越少。尽管无法完全无视死亡引发的焦虑感，但这种对死亡的接受态度可以让我们以更加积极心态的去看待它。
另一项时间更近的纵向研究通过询问不同阶段的癌症患者来获取他们对死亡的接受程度、总体的焦虑状态、沮丧程度等数据。一年后对相同调查者的回访显示，对死亡接受程度越高，死亡焦虑的状况越轻。

## 死亡焦虑与 COVID-19
世界上有数百万人死于正在蔓延的2019新冠疫情。伴随着持续不断的疾病与死亡通告，人们对死亡的焦虑上升到了一个非常高的地步。那些认为自己有更大几率得病的人表现出了更多的死亡焦虑，同时他们也受到更多的心理状况困扰，例如抑郁、焦虑、压力和偏执。而那些原本就处于死亡焦虑困扰中的老年人，此时还要受到病毒带来的外部压力，极高的死亡恐惧在他们心里积聚。在广泛的人群中，对死于新冠的畏惧正成为心理压力的首要驱动因素。研究发现，这种焦虑不仅仅导致了广泛的死亡恐惧，它还造成里对某些特定种族和族裔（尤其是亚裔群体）的敌意。在新冠流行期间，死亡焦虑是导致医护人员和社会工作者心理健康程度降低的主要原因。